# Register (Georgia)
Register es un pueblo ubicado en el condado de Bulloch en el estado estadounidense de Georgia. En el censo de 2000, su población era de 164.

## Demografía
En el 2000 la renta per cápita promedia del hogar era de $20,500, y el ingreso promedio para una familia era de $32,500. El ingreso per cápita para la localidad era de $14,009. Los hombres tenían un ingreso per cápita de $21,250 contra $20,000 para las mujeres.

## Geografía
Register se encuentra ubicado en las coordenadas 32°21′59″N 81°53′1″O / 32.36639, -81.88361 (32.366495, -81.883543).
Según la Oficina del Censo, la localidad tiene un área total de 2 km² (0,8 mi²), de la cual 2 km² (0,8 mi²) es tierra y 0 km² (0 mi²) (0.00%) es agua.